# Anton Lang (Politiker, 1848)
Anton Lang (* 10. November 1848 in Abbach; † 29. Dezember 1914 in Kelheim) war ein deutscher Steinmetzmeister und Abgeordneter in der Abgeordnetenkammer der bayerischen Ständeversammlung (Zentrum).
Anton Lang gehörten ein Steinbruch, eine Brauerei und ein Landwirtschaftsbetrieb. Wohnhaft war er in Kelheim. Er gehörte dem Distriktsrat, dem Vorstand des Gemeindekollegiums und als Mitglied der Handelskammer Passau an. Ihm war der Titel eines Kommerzienrates verliehen worden.
Er vertrat für die Zentrumspartei den niederbayrischen Wahlkreis seiner Heimatgemeinde während der 21. Wahlperiode von 1912 bis zu seinem Tode in der bayerischen Kammer der Abgeordneten des 36. Landtags. Er gehörte ab dem 24. Juli 1912 dem Ausschuss zur Beratung des Entwurfs einer Kirchengemeindeordnung an. Nach seinem Tod wurde sein Mandat von Ludwig Zettler wahrgenommen. 